# Can Pera (Sant Vicenç de Montalt)
Can Pera és una obra de Sant Vicenç de Montalt (Maresme) inclosa a l'Inventari del Patrimoni Arquitectònic de Catalunya.

## Descripció
Casa, coberta amb teules, amb planta baixa i pis. Al portal d'accés té un arc de mig punt format per dovelles -apreciables sota la pintura que cobreix la façana- i és l'única part original que encara hi resta. Ambdós nivells de l'edifici tenen finestres petites.